# Gurk (Gemeinde Gurk)
Gurk ist eine Ortschaft und Gemeindehauptort der Gemeinde Gurk im Bezirk Sankt Veit an der Glan in Kärnten. Die Ortschaft hat 831 Einwohner (Stand 1. Jänner 2024).

## Lage
Die Ortschaft Gurk liegt im Westen des Bezirks Sankt Veit an der Glan, im Norden der Gemeinde Gurk, auf dem Gebiet der Katastralgemeinde Gurk, im Talboden des Gurktals. Im Osten des Orts liegt das Stift Gurk. Der historische Ortskern des Marktorts befindet sich südwestlich des Stifts, am Domplatz und entlang der Hauptstraße, linksseitig der Gurk. Außerdem erstreckte sich der Ort zur Zeit der Erstellung des Franziszeischen Katasters bereits über die Gurkinsel (Sandboden) und südlich des Stifts auch auf die rechte Seite der Gurk (Schmergasse, Pisweger Straße).

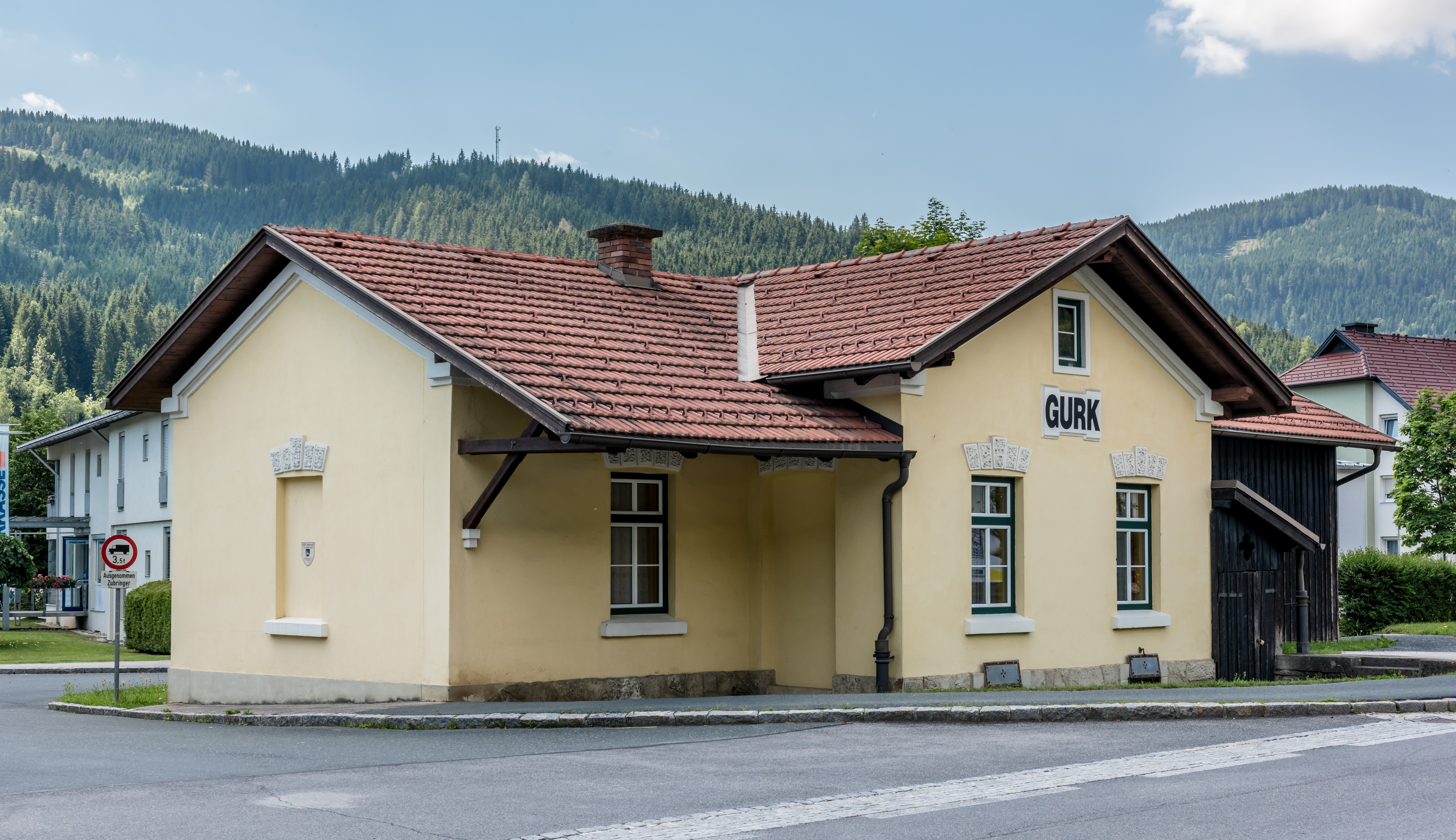
Ehemaliger Bahnhof

Der Ort liegt an der Gurktal Straße. Während diese Hauptverkehrsachse durch das Gurktal früher südlich des Stifts und entlang der Gurker Hauptstraße verlief, verläuft die Gurktal Straße im Ortsbereich heute auf der Trasse der 1968 stillgelegten und demontierten Gurktalbahn, die nördlich am alten Ortskern vorbeiführte. Der Bereich nördlich der heutigen Gurktal Straße, der mittlerweile flächenmäßig etwa die Hälfte des Ortsgebiets umfasst, wurde erst ab dem dritten Viertel des 20. Jahrhunderts intensiv bebaut.
Zur Ortschaft Gurk wird auch die Rotte Finsterbach gerechnet, die etwa 500 m Luftlinie südöstlich des Stifts, rechts der Gurk, liegt.

## Geschichte

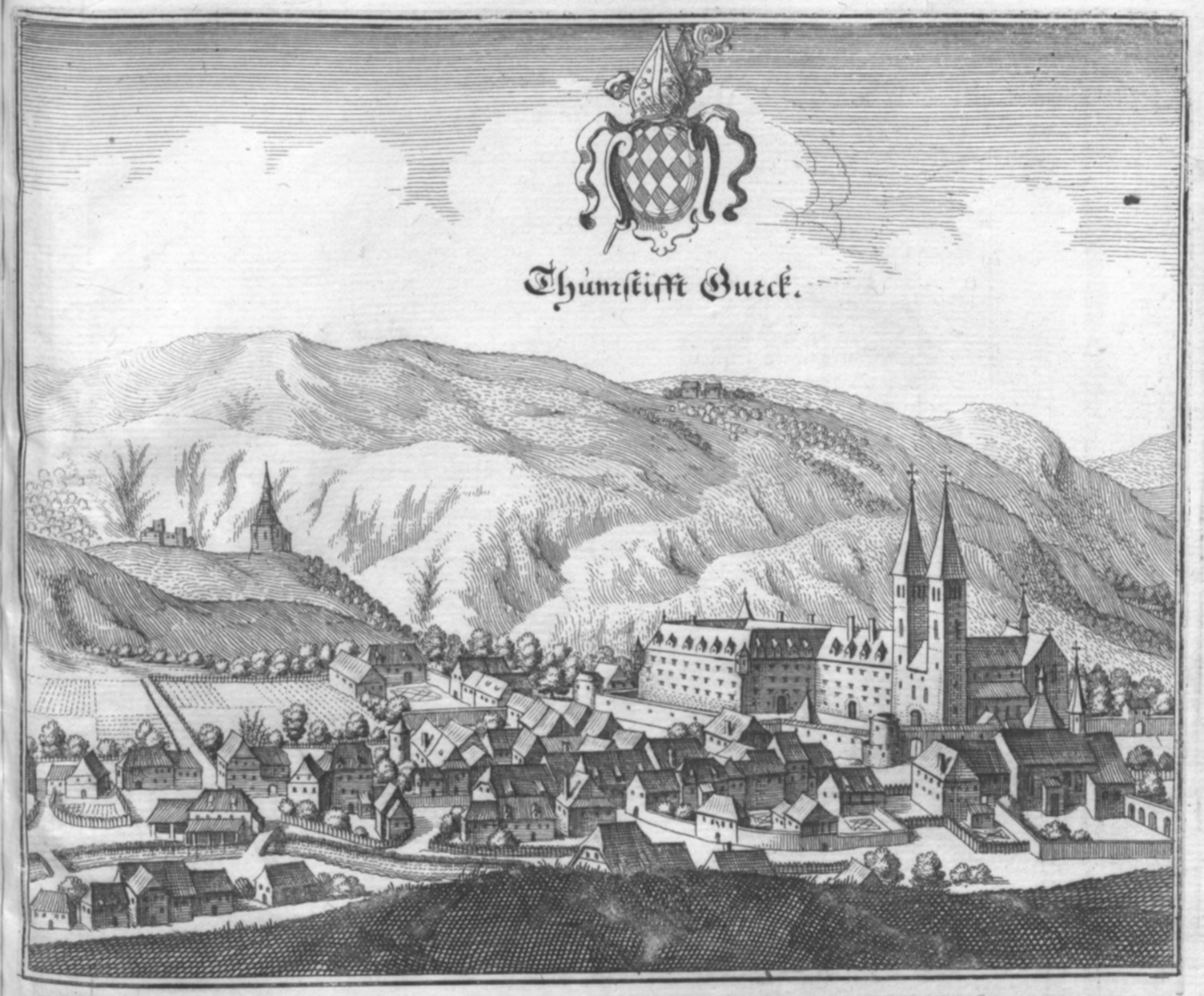
Gurk, 1679

In den Dom eingearbeitete und ergrabene Steindenkmäler lassen vermuten, dass hier in der Antike ein keltisches und auch ein römisches Heiligtum bestanden. 898 schenkte Arnulf von Kärnten dem Zwentibolch einen Hof zu Gurk. Zwentibolchs Nachfahrin Hemma von Gurk gründete hier in der ersten Hälfte des 11. Jahrhunderts ein Frauenkloster. 1072 wurde Gurk Bischofssitz. 1140 begann man mit dem Bau des Doms zu Gurk, der 1200 fertiggestellt wurde. 1228 wurde Gurk als Markt erwähnt. Da die Gurker Bischöfe ab dem 13. Jahrhundert im Nachbarort Straßburg residierten, wurde Gurk nie zu einer Stadt; andererseits blieb so der romanische Dom von späteren Umbauten verschont. Nach Zerstörungen durch die Türken 1474 wurden Dom und Stift befestigt.
Bei Gründung der Ortsgemeinden Mitte des 19. Jahrhunderts wurde Gurk zum Hauptort der gleichnamigen Gemeinde.

## Bevölkerungsentwicklung
Für die Ortschaft ermittelte man folgende Einwohnerzahlen:
- 1869: 76 Häuser, 577 Einwohner[4]
- 1880: 77 Häuser, 626 Einwohner[5]
- 1890: 64 Häuser, 680 Einwohner (davon Finsterbach 3 Häuser, 16 Einwohner)[6]
- 1900: 69 Häuser, 736 Einwohner (davon Finsterbach 3 Häuser, 21 Einwohner)[7]
- 1910: 81 Häuser, 727 Einwohner (davon Finsterbach 3 Häuser, 30 Einwohner)[8]
- 1923: 80 Häuser, 707 Einwohner (davon Finsterbach 3 Häuser, 17 Einwohner)[9]
- 1934: 770 Einwohner[10]
- 1951: 95 Häuser, 864 Einwohner (davon Finsterbach 5 Häuser, 23 Einwohner)
- 1961: 124 Häuser, 837 Einwohner (davon Finsterbach 5 Häuser, 13 Einwohner)[11]
- 1971: 140 Häuser, 846 Einwohner (davon Finsterbach 4 Häuser, 9 Einwohner)
- 1981: 171 Häuser, 858 Einwohner (davon Finsterbach 4 Häuser, 8 Einwohner)
- 2001: 224 Gebäude (davon 190 mit Hauptwohnsitz) mit 391 Wohnungen; 861 Einwohner und 33 Nebenwohnsitzfälle; 358 Haushalte; 41 Arbeitsstätten, 24 land- und forstwirtschaftliche Betriebe[12]
- 2011: 241 Gebäude, 869 Einwohner, 390 Haushalte, 49 Arbeitsstätten[13]
- 2021: 262 Gebäude, 836 Einwohner, 401 Haushalte, 48 Arbeitsstätten[14]

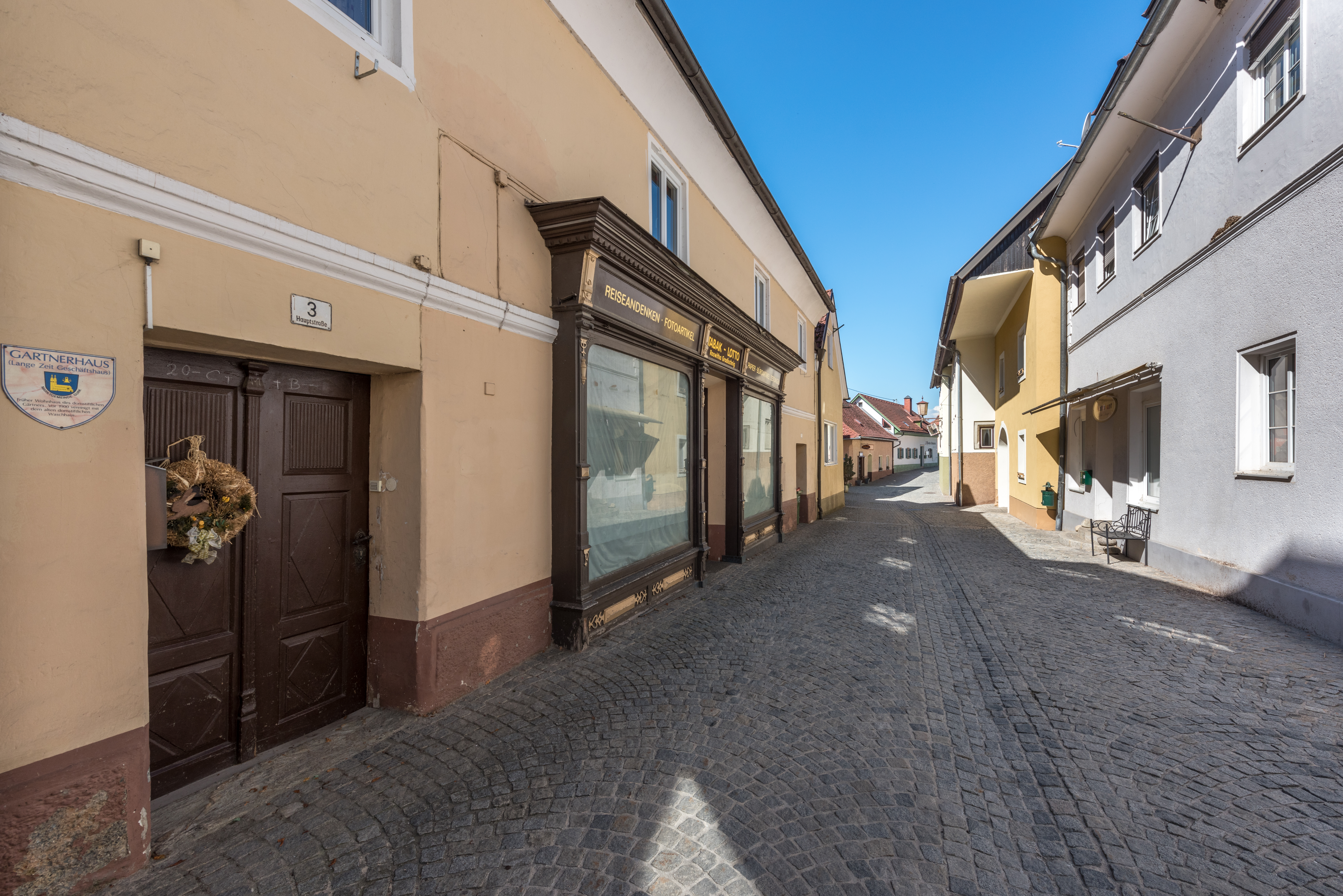
Alte Hauptstraße
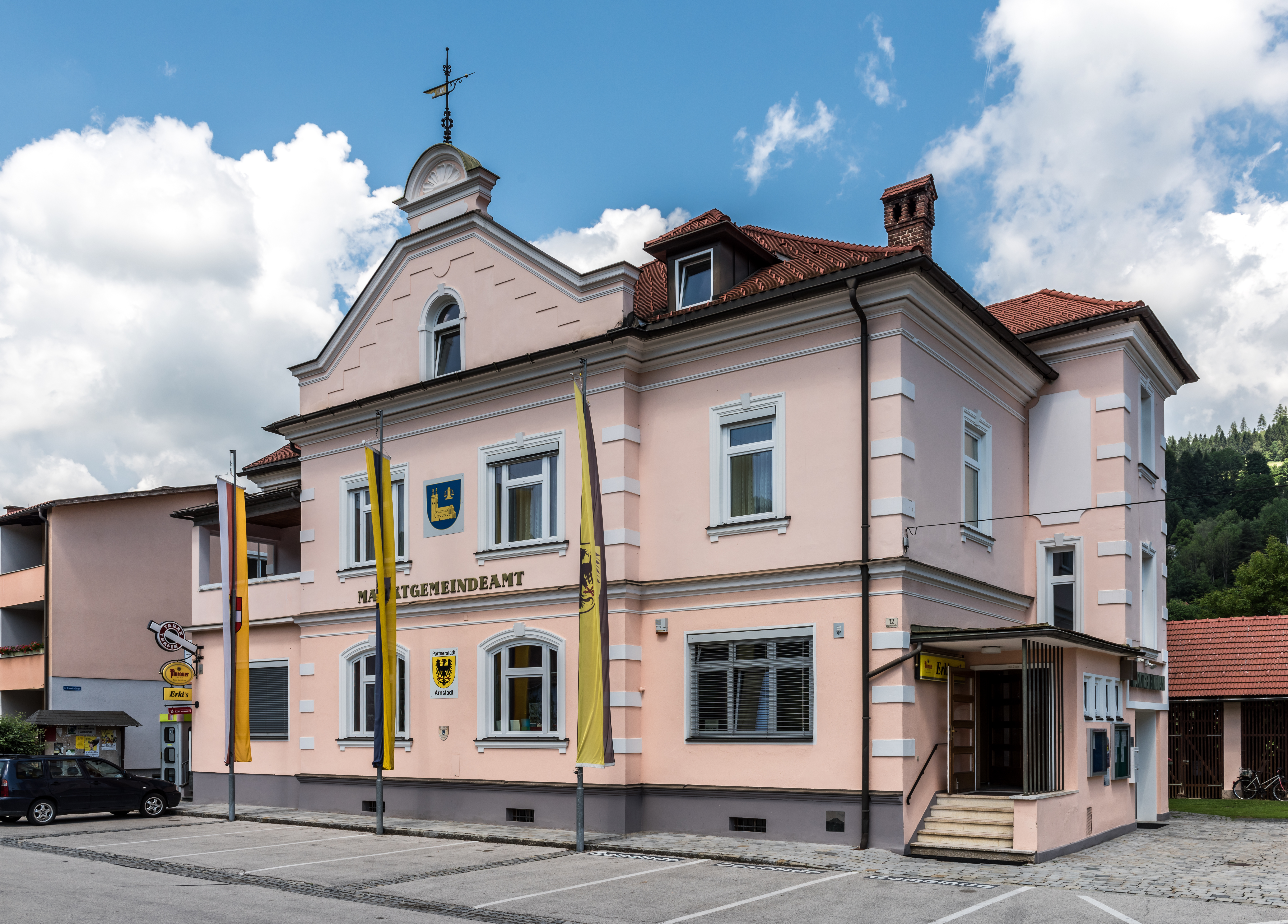
Gemeindeamt
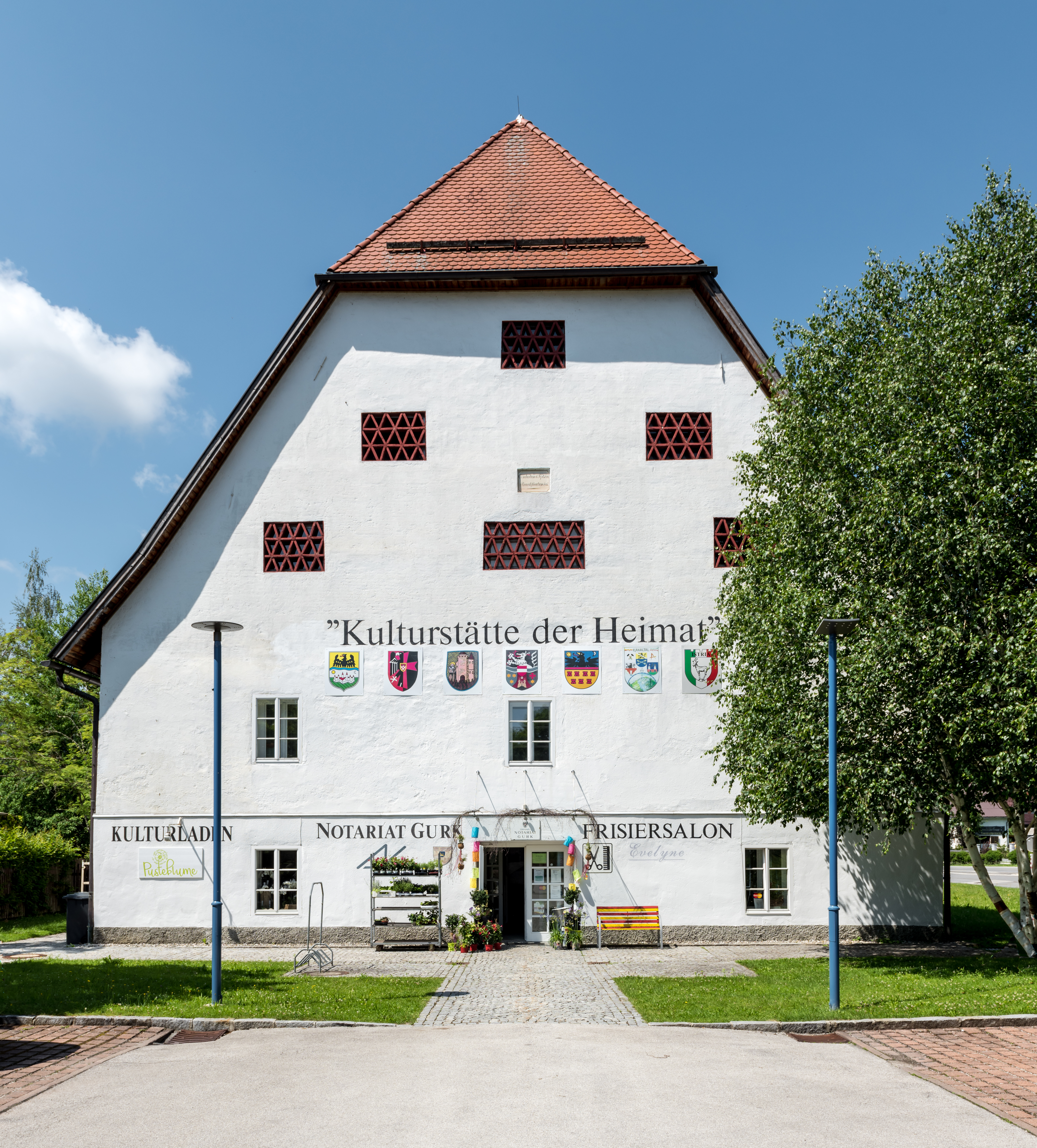
Kulturstätte Altes Sägewerk
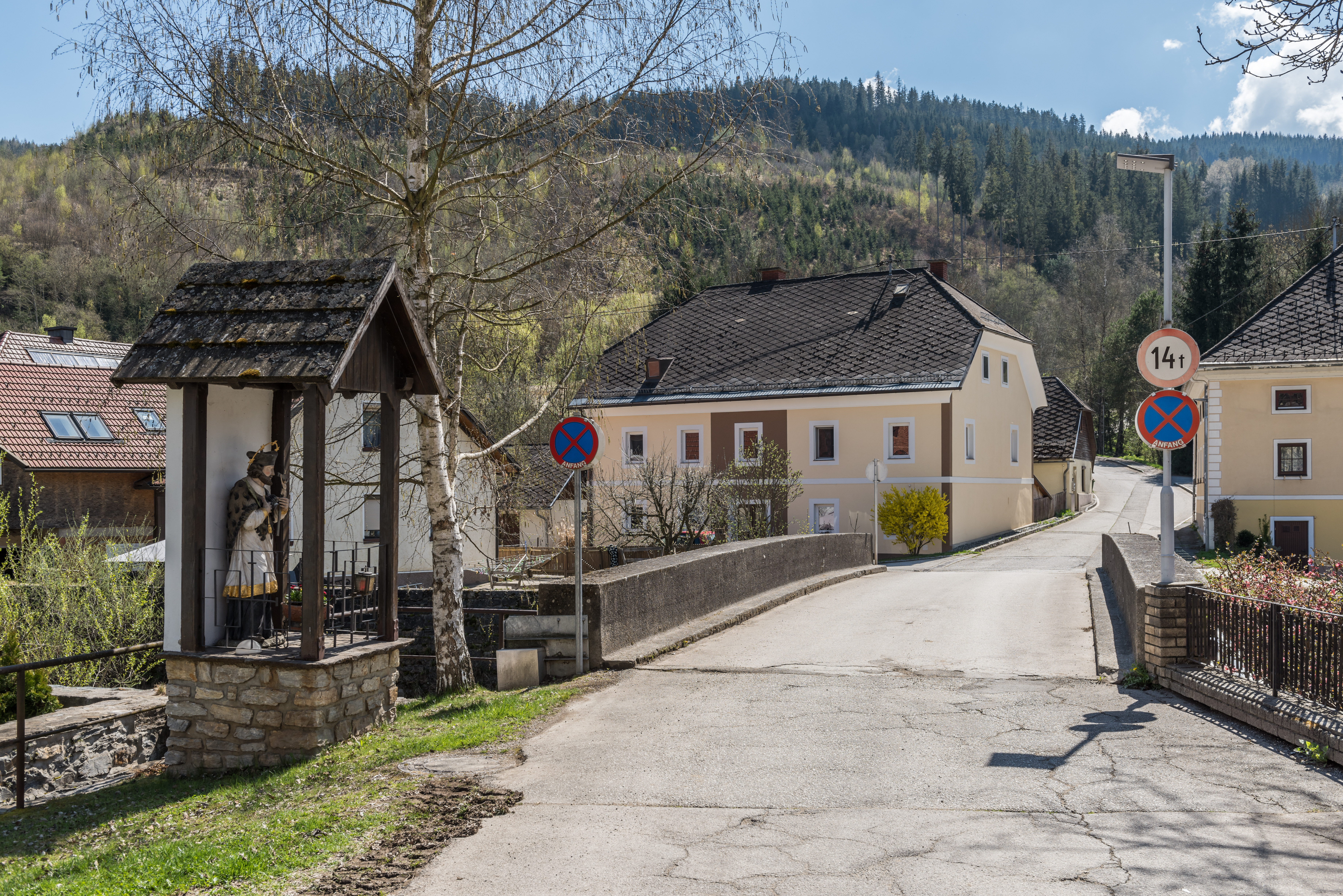
Pisweger Straße